# バグダードの戦い
バグダードの戦い（英：Battle of Baghdad سقوط بغداد）、あるいは「バグダッド包囲戦」（英：Siege of Baghdad）は、1258年にチンギス・カンの孫にあたるフレグ率いるモンゴル軍がアッバース朝のバグダードを包囲した戦いである。モンゴル軍によって攻略されたバグダードは徹底的に破壊され、市内に存在していた知恵の館や数々の図書館に収蔵されていた何十万冊もの大量の学術書はモンゴル軍によって燃やされるか、または、川に捨てられた。これによってイスラム文明が築いた多くの文化遺産が地上から消失。イスラム黄金時代に終焉をもたらす結果となった。

## 背景
現在のイラクの首都にあたるバグダードは、当時アッバース朝第37代カリフのムスタアスィムが統治するアッバース朝の首都であった。最盛期のこの町は東西交易の中心地として繁栄を極め、産業革命以前の世界最大の都市となり、100万を超える居住者と6万の精強な軍隊を誇った。しかし、1200年代なかば頃にはその力と影響力は衰えていた。
そうした時期、1253年頃より、チンギス・カンの孫にして、時のカアン・モンケの弟であったフレグを先鋒とするモンゴル帝国の大規模な西征事業が始まることとなる。

## 攻囲軍の構成
フレグと郭侃が率いるモンゴル軍は1257年11月にバグダードを攻囲した。フレグはモンゴル軍史上最大規模の軍隊を率いていたとされる。モンケの命令に基づき、全モンゴル軍の10分の1の兵士がフレグの軍に編成された。攻撃部隊には大規模なキリスト教徒の派遣団がいた。主なキリスト教徒軍はグルジア人だったようで、彼らは破壊活動に従事した。フランスの歴史家アラン・ドゥマルジェによると、アンティオキア公国からのフランク人部隊も参戦していた。中国人の銃の専門家1000名も加わっていた。　

## 包囲攻撃
フレグはムスタアスィムに降伏を要求したが、ムスタアスィムは「バグダードを攻撃すればアラーの復讐を受けることになろう」と警告して降伏を拒否した。にもかかわらず、ムスタアスィムは軍隊の増強やバグダードの城壁の強化をしていなかった。イギリスの中東戦史家デビッド・ニコルは次のように述べている。「ムスタアスィムは戦争の準備を怠っただけでなく、フレグの要求に従わなかったことでバグダードの破滅を決定付けてしまった。もしムスタアスィムがモンゴルのカアンの権威を認めていたならば、モンケは少なくともムスタアスィムの命を取りまではしなかっただろう」。

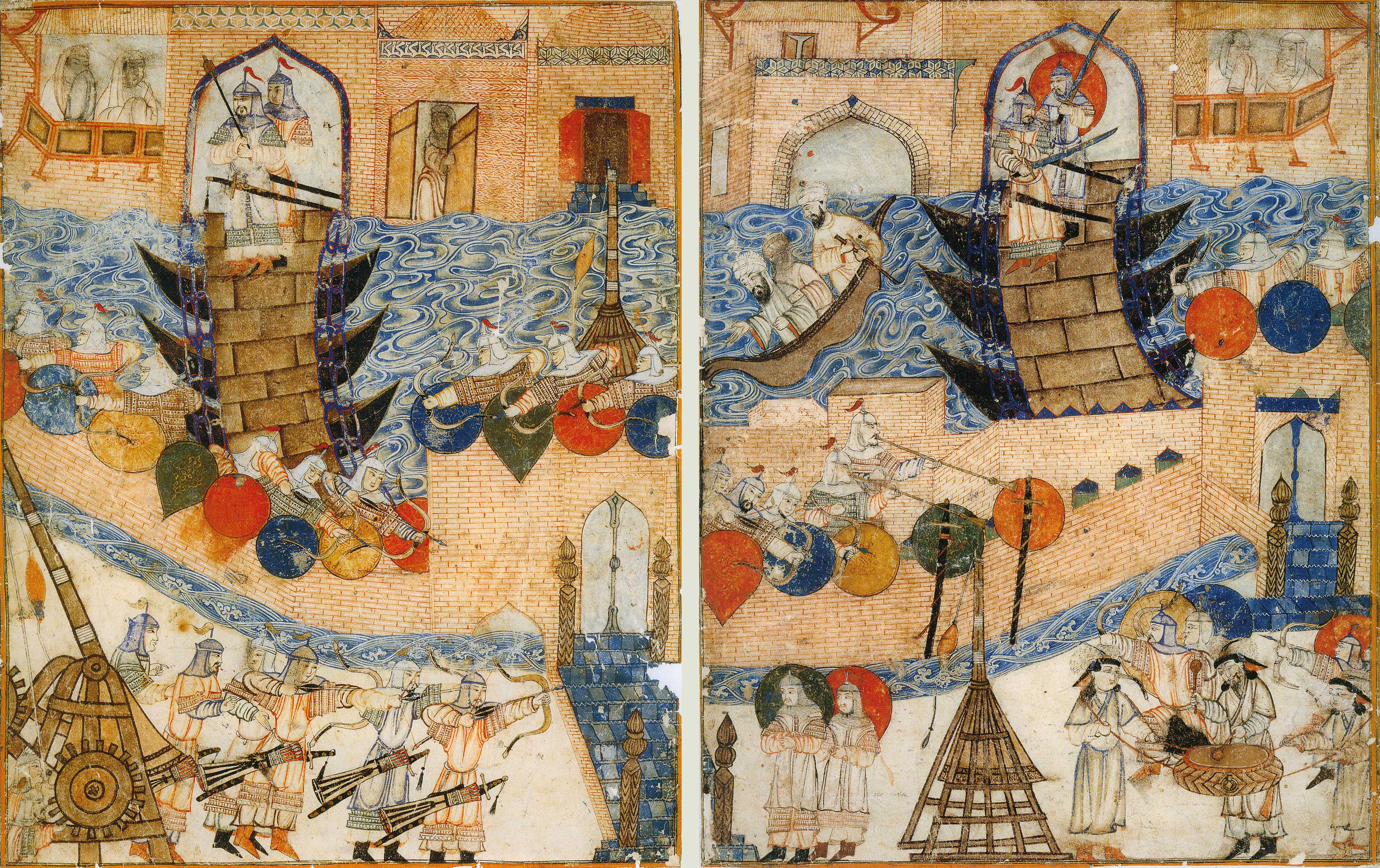
14世紀のペルシャで描かれたフレグ軍による攻囲の様子

バグダード包囲攻撃の前、モンゴル遠征軍はイラン南西部に住むロル族との戦闘に勝利し、彼らを虐殺した。これの二の舞になることを恐れたニザール派の暗殺教団は、1256年、戦うことなく難攻不落をうたわれていた中心的拠点のアラムート城砦をモンゴル軍に引き渡していた。（⇒モンゴルのニザール派討滅）アラムートが陥落し、次いでアッバース朝の攻略に取り掛かったフレグはハマダン経由でバグダードへ西進、諸将に命じて道中のザグロス山脈周辺の諸勢力の攻略も併せて行った。
フレグはチグリス川の付近で軍を東西に分割した。アッバース朝軍は西岸から攻撃するモンゴル軍は撃退したが、東岸からの攻撃に耐えられなかった。モンゴル軍はアッバース朝軍の後方の堤防を破壊し、水攻めを行い、アッバース朝軍の多くはなすすべなく虐殺されるか溺死した。
郭侃の命令でモンゴル軍の中国人部隊が柵と溝を建築し、攻城兵器とカタパルトでバグダードを包囲した。攻撃は1月29日に開始された。モンゴル軍の攻撃は包囲攻撃の理論通りに迅速に行われ、2月5日、バグダードの城壁はモンゴル軍に破られた。ムスタアスィムはフレグと交渉しようと試みたが、時既に遅く、拒絶された。
かつてバグダードにはマンスールが築いた難航不落の「円城」があった。しかし、サマラに遷都したときに放棄され、サマラからバグダードへ再度遷都した頃には荒廃していた。そこでアッバース朝はチグリス川の東岸に新たにカリフの宮殿と市街地の城壁を造り直した。しかしこれによって、チグリス川東岸から襲来する勢力からの圧力を直に受けやすくなり、カリフ権力の弱体化に拍車をかけ、また、バグダードが容易に攻略された原因になったと言われている。
2月10日、ついにアッバース朝は降伏。モンゴル軍は2月13日にバグダードに流れ込み、それから1週間にわたって虐殺、強姦、略奪、破壊を繰り広げた。

## 破壊と殺戮
| “モンゴル軍は鳩の飛行を攻撃する飢えたハヤブサのように都市を貫き、荒れ狂う狼が羊を襲うように市民を襲った。黄金づくりの宝石で覆われたベッドやクッションはナイフで破壊され、断片さえも粉砕された。ハーレムのベールに隠れる者は路地に引きずられ、陵辱された。一方的な殺戮によって市民は死に絶えた。”―――ワッサーフ（歴史家のベルトルト・シュプーラーによる引用） |

多くの歴史的記述がモンゴル軍の残虐行為を詳述している。バグダードの市民は逃げようとしたがモンゴル軍に捕らえられ、女は幼児から老婆に至るまで徹底的に強姦され、子供から老人に至るまでことごとく虐殺された。14世紀の歴史家ワッサーフは「死者は数十万人であった」と記述している。ニューヨーカー誌のイアン・フレイザーは「20万人から100万人に及ぶ死者を計上した」と記している。20万から80万人、また200万人とするものもある。

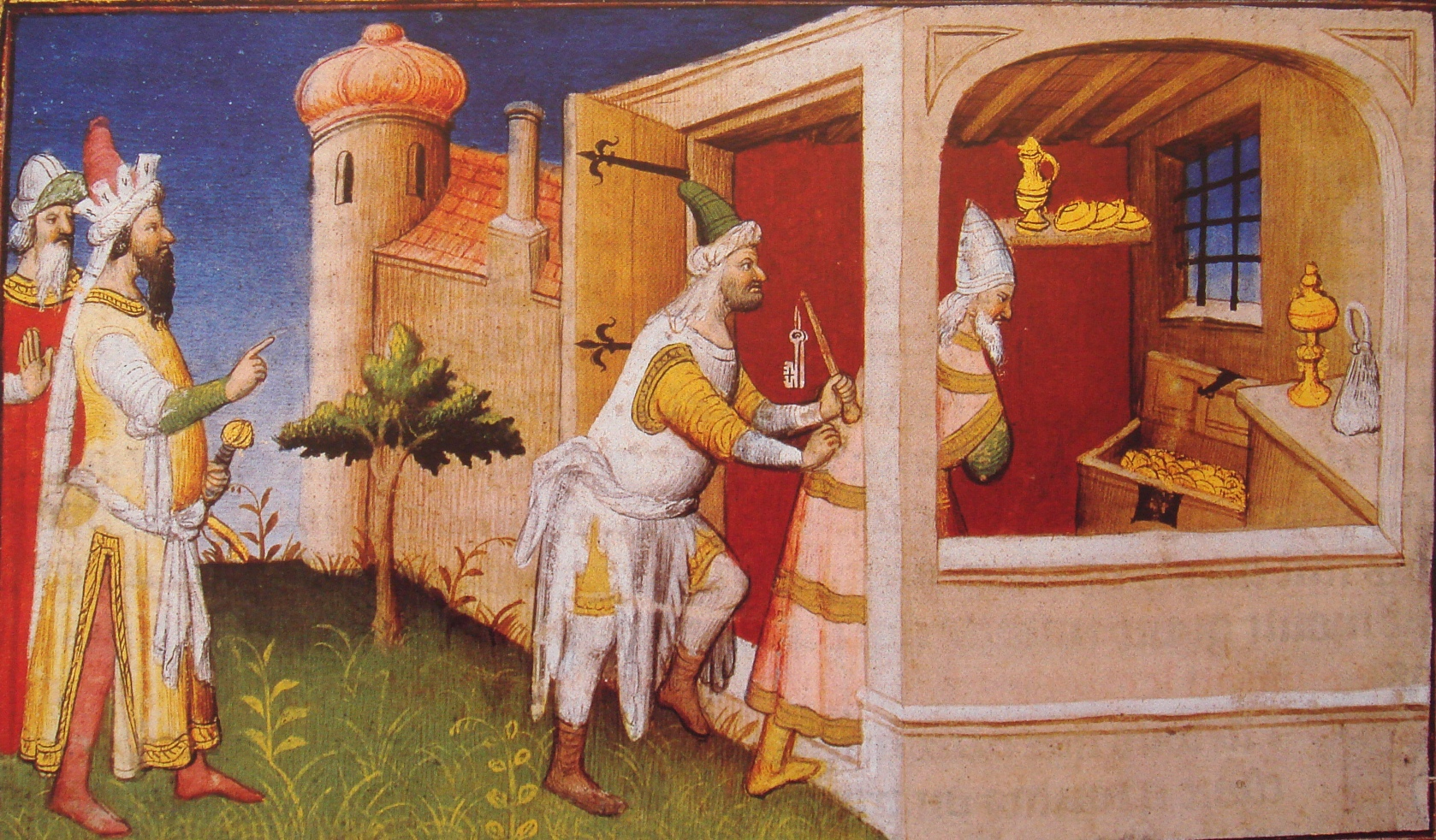
15世紀のフランスで描かれた幽閉されるムスタアスィムの様子

モンゴル軍は市街を蹂躙し、モスク、宮殿、図書館、病院を略奪、破壊し尽くし、何世代にもわたって保たれていた壮大な建築物は消失した。薬学から天文学にまで及ぶ歴史的に貴重な書物を所蔵していたバグダードの知恵の館は粉々に破壊された。「モンゴル軍によって虐殺された人の血でチグリス川は赤くなり、次に、捨てられた書物のインクでチグリス川の水が黒くなった」と生存者は証言した。
ムスタアスィムは郭侃に捕らえられ、モンゴル軍による市民の虐殺と財宝の略奪の様子を見せつけられた。その後ムスタアスィムは敷物に巻かれ、モンゴル軍の軍馬に踏み殺された。これは貴人に死を賜るときのモンゴル流の礼儀であった。モンゴル軍はムスタアスィムの子供たちも殺害、『集史』によれば、唯一生き残った息子はモンゴルに送られた。
モンゴル軍が陣地をわざわざバグダードの風上に移動するほど、大量の死体から発する腐敗臭が凄まじかったという。モンゴル軍は降伏を拒否した都市は見せしめのために徹底的に破壊したが、降伏した都市は破壊しなかった。これはモンゴル軍の戦術だった。
| “1258年当時のイラクは現在のイラクとは違う。農業は都市の運河によって数千年守られ、バグダードは世界一輝かしい知の中心地だった。モンゴル軍によるバクダードの破壊はイスラム世界に回復不可能な心理的痛手を負わせた。当時既にイスラム世界は保守的になっていたが、このバグダードの蹂躙によって、イスラム世界の知的開花は潰えてしまった。アリストテレスとペリクレスのいるアテネが核兵器により消滅する様を想像してほしい。モンゴル軍がどれだけ残酷であったか理解いただけよう。モンゴル軍は灌漑運河を徹底的に破壊した。これと殺戮による過疎化とによってイラクはもはや再起不能の状態に陥り、衰退の一途を辿ることとなった。”―――スティーブン・ダッチ（ウィスコンシン=グリーンベイ大学） |

その後、モンゴル軍はシリアに侵攻するが、ムスタアスィムの叔父をカリフとして擁立したエジプトのマムルーク朝を相手に1260年のアイン・ジャールートの戦いで大敗。そのまま中東から撤退した。

### 史料
- 『世界征服者史』（ジュヴァイニー）
  - Mīrzā Muḥammad Qazwīnī (ed.), Taʾríkh-i-jahán-gushá, 3 vols., (Gibb Memorial Series 16), Leiden and London, 1912-37
  - John Andrew Boyle (tr.), The History of the World-Conqueror, 2 vols., Manchester 1958
- 『ナースィル史話』（ミンハージュ・サラージュ・ジューズジャーニー）
  - ʿAbd al-Ḥayy Ḥabībī (ed.),  Ṭabaqāt-i Nāṣirī, 2 vols, Kabul, 1342-1343 (1963 - 1964).
- 『バグダード陥落の記録』（伝ナスィールッディーン・トゥースィー）
  - Mīrzā Muḥammad Qazwīnī (ed.), Taʾríkh-i-jahán-gushá, vol. 3., pp.279-291 ., (Gibb Memorial Series 16), Leiden and London, 1937
  - （杉山雅樹 訳註）トゥースィー「バグダードの災難の詳細」歴史学研究会 (編集)『世界史史料〈2〉』pp.195 - 197.（部分訳）
- 『モンゴルの諸情報』（伝クトゥブッディーン・シーラーズィー）
  - Īraj Afshār (ed.), Akhbār-i Mughūlān dar anbāna-yi Mullā Quṭb, Qum, 1389. (2010)
- 『諸王国史略』（バル・ヘブラエウス）
  - (ed.), Tārīkh Mukhtaṣar al-Duwal, Dar al-Mashriq, Bayrut, 1986(3rd ed. 1992).
- 『時代史』（バル・ヘブラエウス）
  - Armalah, Isḥāq (ed.), Tārīkh al-Zamān, (Intr, Jean Maurice Fiey), Bayrut, 1991.
- 『東方見聞録』（マルコ・ポーロ）
  - （愛宕松男 訳注）『東方見聞録』全2巻（平凡社東洋文庫158 183）、1970-1971年（平凡社ライブラリー（新版）、2000年）
  - ルスティケッロ・ダ・ピーサ（高田英樹訳）『マルコ・ポーロ 世界の記　「東方見聞録」対校訳』、名古屋大学出版会、2013年
- 『集史』（ラシードゥッディーン）
  - （Rashid/Alizade）A.A.Али-заде (ed.), и Aрендс, A.К. (tr.) , Джами'ат-Таварих.Тoм III, (Баку,1957)
  - （Rashid/Rawshan）Muḥammad Rawshan & Muṣṭafá Mūsawī (ed.), Jāmi‘ al-Tawārīkh, 4 vols. (Tehran,1373/1994)
- 『ワッサーフ史』（ワッサーフ）
  - Joseph von Hammer-Purgstall, (ed. & tr.) Geschichte Wassaf's, vol. 1., Wien 1856.
  - Tārīkh-i Waṣṣāf, Bombay, 1269 (Tehran 1329 photocopy ed.)
  - ‘Abd al-Muḥammad Āyatī, Taḥrīr-i Tārīkh-i Waṣṣāf, Tehran 1349.
- 『ファフリーの書』（イブン・アッティクタカー）
  - 池田修、岡本久美子 訳『アルファフリー―イスラームの君主論と諸王朝史』2巻（東洋文庫、平凡社、2004年9月）
- 『選史』（ハムドゥッラー・ムスタウフィー・カズヴィーニー）
  - ‘Abd al-Ḥusayn Navā'ī, Tārīkh-i Guzīda, Tehran 1339 (1960).
- 『心魂の歓喜』（ハムドゥッラー・ムスタウフィー・カズヴィーニー）
  - Le Strange, Guy (ed. & tr.), The Geographical Part of Nuzhat al-Qulūb, 2 vols, Leyden (1915-1919).
- コンスタンティン・ムラジャ・ドーソン（訳注：佐口透）『モンゴル帝国史 4』（平凡社、東洋文庫 235、1973年6月、ISBN 4582802354）

### 研究文献等
- 前嶋信次（1971）『東西文化交流の諸相』東西文化交流の諸相刊行会
  - 「バグダードの文化とその滅亡」 pp.245-337.（初出「バグダードの文化とその滅亡（上）（下）」『史学』 28(1) pp.15-58, 28(2) pp.133-186,1955年）
- 本田実信（1991）『モンゴル時代史研究』（東京大学出版会）
  - （1964年）「フレグの暗殺教団討滅」本田1991: p.165-181（初出「モンゴルとイスマーイーリー派」『イスラム世界』2号）
  - （1967）「阿母等処行尚書省」本田1991: p.101-126（初出「阿母等処行尚書省考」『北方文化研究』2）
- 志茂硯敏（1995年）『モンゴル帝国史研究序説 : イル汗国の中核部族』（東京大学出版会、1995年2月）
- 矢澤知行（2001年）「イェケ・モンゴル・ウルスのアウルク」『愛媛大学教育学部紀要 第II部 人文・社会科学』 34-1, p.83-101.
- 北川誠一（1988年）「大ロル・アタベグ朝とモンゴル帝国」『文経論叢 人文科学篇』8（弘前大学人文学部）, pp.77-92.
- 髙木小苗（2011年）「クトゥブッディーン・シーラーズィー書写『モンゴルの諸情報』について--その基礎的研究とイルハン国初期の史料としての重要性」『アジア・アフリカ言語文化研究』 82, pp.95-143, 2011年9月
- 歴史学研究会 (編集)『世界史史料〈2〉南アジア・イスラーム世界・アフリカ』 岩波書店、2009年7月
- Guy Le Strange  (1900), Baghdad during the Abbasid Caliphate: from contemporary Arabic and Persian sources. London: Clarendon Press.
- John Andrew Boyle (1961), "The Death of the Last 'Abbasid Caliph: a Contemporary Muslim Account", The Mongol World Empire : 1206 - 1370,  London : Variorum Reprints, 1977 (Collected studies series ; 58), (for Journal of Semitic Studies 6, pp.145-161.)
- George Michael Wickens (1962), "Nasir al-Din Tusi on the Fall of Baghdad: a further study", Journal of Semitic Studies, 7: pp.23-35.